# Гигантская липа в Хеде

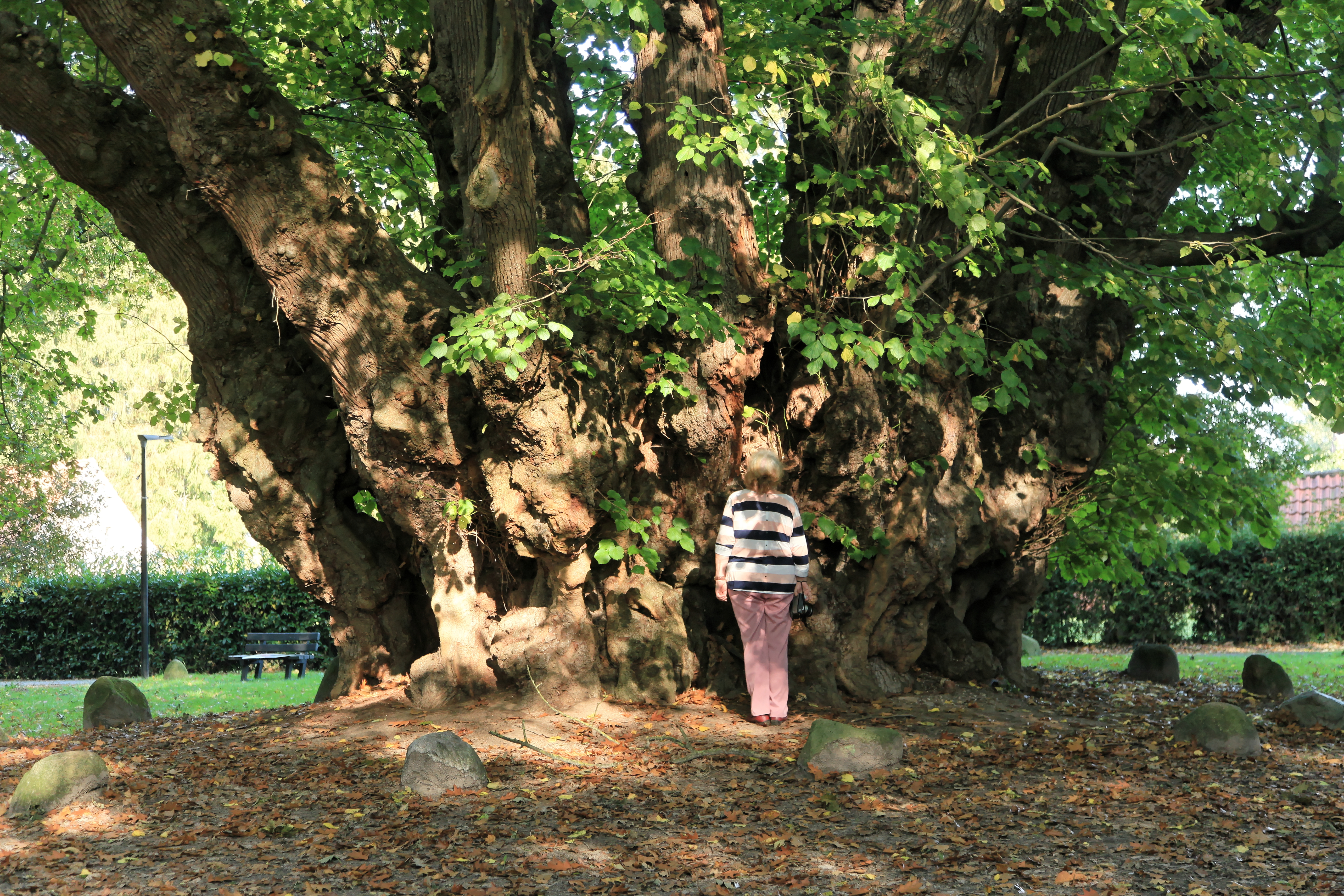
Ствол липы из Хеде

Гигантская липа в Хеде (нем. Riesenlinde zu Heede) — многовековая крупнолистная липа, растущая в германской коммуне Хеде, в земле Нижняя Саксония. Считается самой большой липой в Европе. Её называют также «толстой липой», «тысячелетней липой». На протяжении веков она была символом и своеобразным центром деревни, а также представлена на её гербе.  

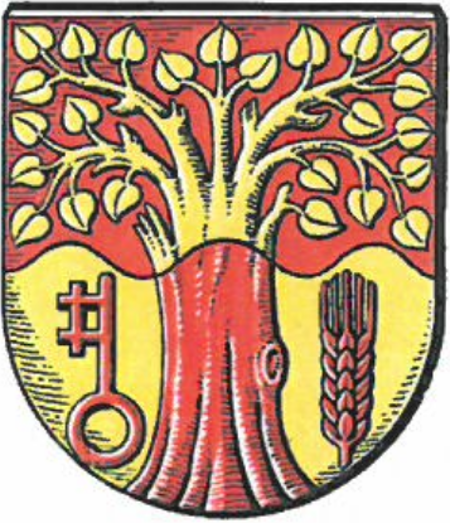
Герб коммуны Хеде

Обхват её полнодревесного ствола приближается к шестнадцати метрам. Она имеет высоту около 20 метров и диаметр кроны около 35 метров. Возраст дерева оценивается от 500 до 1000 лет. В 2016 году она была номинирована Немецким дендрологическим обществом на роль представителя Германии на европейском конкурсе «Европейское дерево года» (англ. European Tree of the Year), где заняла 11-е место. В октябре 2019 года липа была включена Немецким дендрологическим обществом (нем. Deutsche Dendrologische Gesellschaft) в список Дендрологических памятников природы (нем. Deutsche Dendrologische Gesellschaft). 